# Aletta Ocean
Dóra Varga (Budapest, 14 de diciembre de 1987), más conocida como Aletta Ocean, es una actriz pornográfica y modelo erótica húngara. Fue una de las finalistas del concurso Miss Hungary de 2006. Fue la ganadora del Premio AVN a la artista femenina extranjera del año en 2010.

## Biografía

### Primeros años
Dóra Varga nació el 14 de diciembre de 1987 en Budapest, Hungría. Originalmente inició con la idea de graduarse de la Facultad de Economía de Budapest, y mientras estaba estudiando comenzó su carrera como modelo a la edad de 19 años. En 2006 participó en las elecciones del concurso de belleza Miss Tourism World Hungary y el concurso Miss Hungary, quedando en este último entre las 6 finalistas en ese año. Después del certamen de belleza, Dóra fue animada a entrar en la industria pornográfica por su novio de aquel entonces quien trabajaba en esa industria como actor porno, convencida decidió probar suerte en el cine para adultos en abril de 2007.

### Carrera profesional
Inicialmente se limitó a realizar un escaso número de películas ya que estaba ocupada con sus estudios, pero seis meses más tarde decide abandonarlos y centrarse en su carrera como actriz porno a tiempo completo. Sus primeras películas fueron producidas por las compañías pornográficas 21Sextury y DDFProd. En 2010 Aletta ganó dos Premios AVN en las categorías de artista femenina extranjera del año y mejor escena de sexo en una producción extranjera, por su actuación en la película titulada Dollz House. Aletta Ocean ha realizado más de 260 películas sin contar las compilatorias, la mayoría de sus escenas fueron filmadas por los estudios pornográficos BangBros, Brazzers, DDFNetwork, LifeSelector y Private.

## Vida personal
Durante el transcurso de su carrera, Aletta recurrió a cirugías estéticas como la rinoplastia, aumento de labios y aumento de senos. En 2008 Ocean se sometió por primera vez a la cirugía de aumento de senos que la pasó de la talla B a la D, seguido de otras tres cirugías más de aumento de senos aún más grandes que se hizo a lo largo de los años, alcanzando la talla de 40DD que luce actualmente. Aletta Ocean también ha ofrecido servicios de acompañamiento por varios años, con precios que superan los 1500 euros la hora.

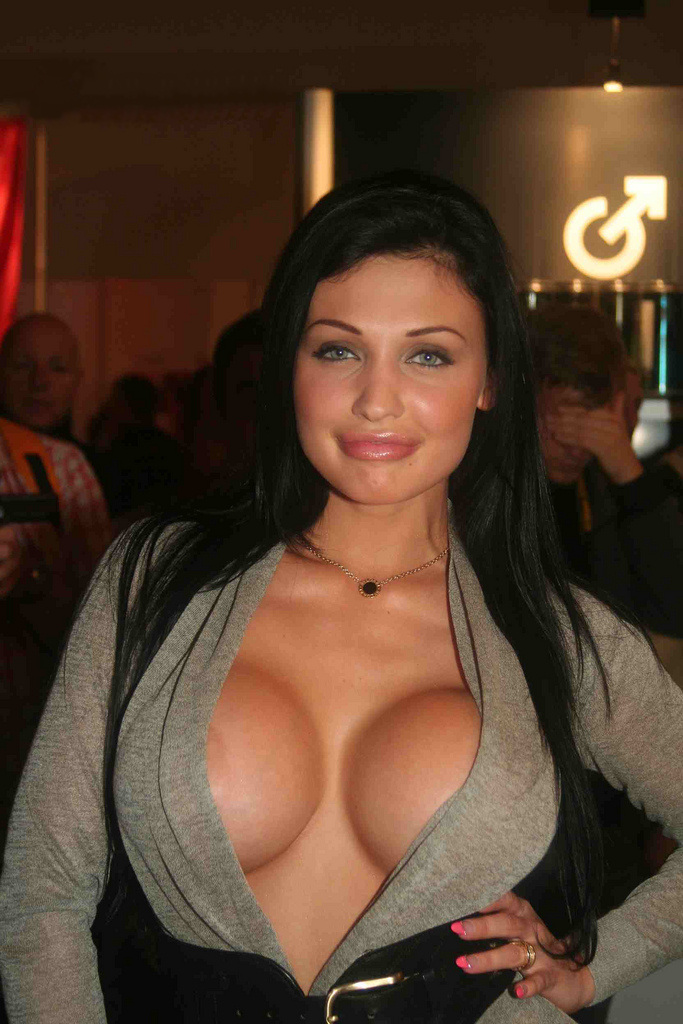
Aletta Ocean en Venus Berlín 2010

## Premios y nominaciones
| Año  | Premio              | Resultado | Categoría                                          | Trabajo                  |
| ---- | ------------------- | --------- | -------------------------------------------------- | ------------------------ |
| 2008 | Premios Viv Thomas  | Nominada  | Mejor intérprete femenina heterosexual             | —                        |
| 2009 | Premios Erotixxx    | Nominada  | Mejor debutante internacional                      | —                        |
| 2009 | Premios Hot d'Or    | Nominada  | Mejor estrella europea                             | —                        |
| 2010 | Premios AVN         | Ganadora  | Artista femenina extranjera del año                | —                        |
| 2010 | Premios AVN         | Ganadora  | Mejor escena de sexo en una producción extranjera  | Dollz House              |
| 2010 | Premios F.A.M.E.    | Nominada  | El cuerpo más caliente                             | —                        |
| 2010 | Premios F.A.M.E.    | Nominada  | Estrella anal favorita                             | —                        |
| 2011 | Premios AVN         | Nominada  | Mejor escena de sexo de doble penetración          | You, Me & Her            |
| 2011 | Premios Galaxy      | Nominada  | Prenominados de Europa: Mejor escena               | A Shoot Gone Wrong       |
| 2011 | Premios Galaxy      | Nominada  | Prenominados de Europa: Mejor intérprete femenina  | —                        |
| 2011 | Premios Galaxy      | Nominada  | Prenominados de Europa: Mejor sitio web personal   | alettaoceanempire.com    |
| 2011 | Premios Galaxy      | Nominada  | Prenominados de América: Mejor intérprete femenina | —                        |
| 2011 | Premios XBIZ        | Nominada  | Artista femenina extranjera del año                | —                        |
| 2012 | Premios AVN         | Nominada  | Artista femenina extranjera del año                | —                        |
| 2012 | Premios AVN         | Nominada  | Mejor escena de sexo en una producción extranjera  | Hold Me Close            |
| 2012 | Premios Galaxy      | Nominada  | Prenominados de Europa: Mejor intérprete femenina  | —                        |
| 2012 | Premios Galaxy      | Nominada  | Prenominados de Europa: Mejor sitio web personal   | alettaoceanempire.com    |
| 2012 | Premios XBIZ        | Nominada  | Artista femenina extranjera del año                | —                        |
| 2013 | Miss FreeOnes       | Ganadora  | Mejor nena europea                                 | —                        |
| 2013 | Miss FreeOnes       | Nominada  | Miss FreeOnes                                      | —                        |
| 2013 | Premios AVN         | Nominada  | Artista femenina extranjera del año                | —                        |
| 2013 | Premios XBIZ        | Nominada  | Artista femenina extranjera del año                | —                        |
| 2014 | Miss FreeOnes       | Nominada  | Miss FreeOnes                                      | —                        |
| 2017 | Premios XBIZ        | Nominada  | Artista femenina extranjera del año                | —                        |
| 2018 | Premios XBIZ Europa | Nominada  | Mejor escena de sexo – Largometraje                | Fly Girls: Final Payload |
| 2021 | Premios XBIZ Europa | Nominada  | Estrella prémium de las redes sociales del año     | —                        |